# 王楽泉
王楽泉（おう らくせん）は、中華人民共和国の政治家。新疆ウイグル自治区中国共産党委員会書記（1995年 - 2010年 ）、中国共産党中央政治局委員（2002年 - ）、中央政法委員会副書記（2010年 - 2013年）、中国法学会会長(2013年 - )

## 略歴
1944年に山東省寿光県（現在の寿光市）で生まれる。1966年に共産党に入党。
文化大革命中は、寿光県の候鎮公社副社長、城関公社の党委員会副主任を務め、1975年4月より寿光県党委員会副書記、県革命委員会副主任を務めた。その後、寿光県党委員会書記、県革命委員会主任、共産主義青年団山東省委員会副書記を歴任した。
1983年からは、党高級幹部の養成機関である中国共産党中央党校にて教育を受け、山東省聊城地区委員会副書記、書記を歴任。1989年2月からは山東省の副省長を務めた。
その後、故郷山東省から新疆ウイグル自治区に転出し、1991年4月に、自治区党委員会常務委員、自治区人民政府常務副主席、1992年12月に自治区党委員会副書記に就任した。1995年12月には、前任の宋漢良の後継として自治区党委員会書記、新疆生産建設兵団第一政治委員に就任し、新疆の政治トップとなった。
王が新疆に転任した1990年代は、中国内外でウイグル人の独立運動が活発化した時期であり、2001年9月11日の米国での同時多発テロ事件以降は、アフガニスタンや中央アジア諸国に隣接する新疆でも、アルカーイダの影響を受けたテロ組織が浸透することが懸念された。王は、「厳打」と呼ばれる治安強化キャンペーンを展開し、独立運動に対する厳しい取締りを実施した。
2002年11月の中国共産党十六回全国代表大会の一中全会では、新疆における治安強化政策が江沢民から評価され、辺境省の幹部としては異例の中央政治局委員に選出された。胡錦涛政権下の2007年10月の第十七回全国代表大会でも引き続き、政治局員に再任された。2006年には、3期目となる自治区党委員会書記に選出され、新疆統治の特殊性から、3選を禁止した党規定の例外が認められたものとして注目された。その内実は、独立活動家をテロリストと言い張って血の弾圧を強化し、一方で弟など山東省人脈を周囲に固めて利権を掌握、王は「新疆王」とまで呼ばれた。
2009年5月、スペイン最高裁は王を含む8名に対し人類に対する犯罪容疑で国際指名手配の手続きをとっている。
2009年7月5日には、ウルムチでウイグル族による大規模暴動事件が発生。漢族の人間たちは王を非難し、辞任要求デモを行っている。民衆から公然と辞任を要求されるのは異例である。デモの際、王はデモ隊を前にして「私を信じてほしい」と訴えたが、デモ隊からは「信じられない」、「新疆王は出ていけ！」などと罵声を浴びせられた。

## 退任後
2010年4月、ウイグル自治区から離任し、中央政法委員会副書記に転出。2009年に発生した暴動の責任をとらされた事実上の更迭とみられる。4月24日に党中央が王の書記解任を発表した時、ウルムチ各地では解任を祝う爆竹が鳴り響いたという。5月6日、新疆生産建設兵団第一政治委員を解任。後任はいずれも張春賢となった。
2013年11月30日、中国法学会会長に就任。